# Río Najasa
El río Najasa es un curso fluvial cubano ubicado a 40 km al sudeste del poblado del mismo nombre. Se encuentra represado en el embalse Najasa Uno, de 16.42 km² y con un volumen de 73.5 millones de metros cúbicos, al sudeste de la provincia de Camagüey. La pesca deportiva está autorizada en el embalse.